# Пјетракатела
Пјетракатела (итал. Pietracatella) је насеље у Италији у округу Кампобасо, региону Молизе.
Према процени из 2011. у насељу је живело 1261 становника. Насеље се налази на надморској висини од 679 м.

## Становништво
| 1931. | 1936. | 1951. | 1961. | 1971. | 1981. | 1991. | 2001. | 2011. |
| ----- | ----- | ----- | ----- | ----- | ----- | ----- | ----- | ----- |
| 3.234 | 3.301 | 3.413 | 3.137 | 2.342 | 1.915 | 1.696 | 1.600 | 1.433 |